# ألفرد إم. ماير
ألفرد إم. ماير (بالإنجليزية: Alfred Marshall Mayer) هو فيزيائي أمريكي، ولد في 13 نوفمبر 1836 في بالتيمور في الولايات المتحدة، وتوفي في 13 يوليو 1897 في Maplewood, New Jersey ‏ في الولايات المتحدة.